# مسؤولية الحماية

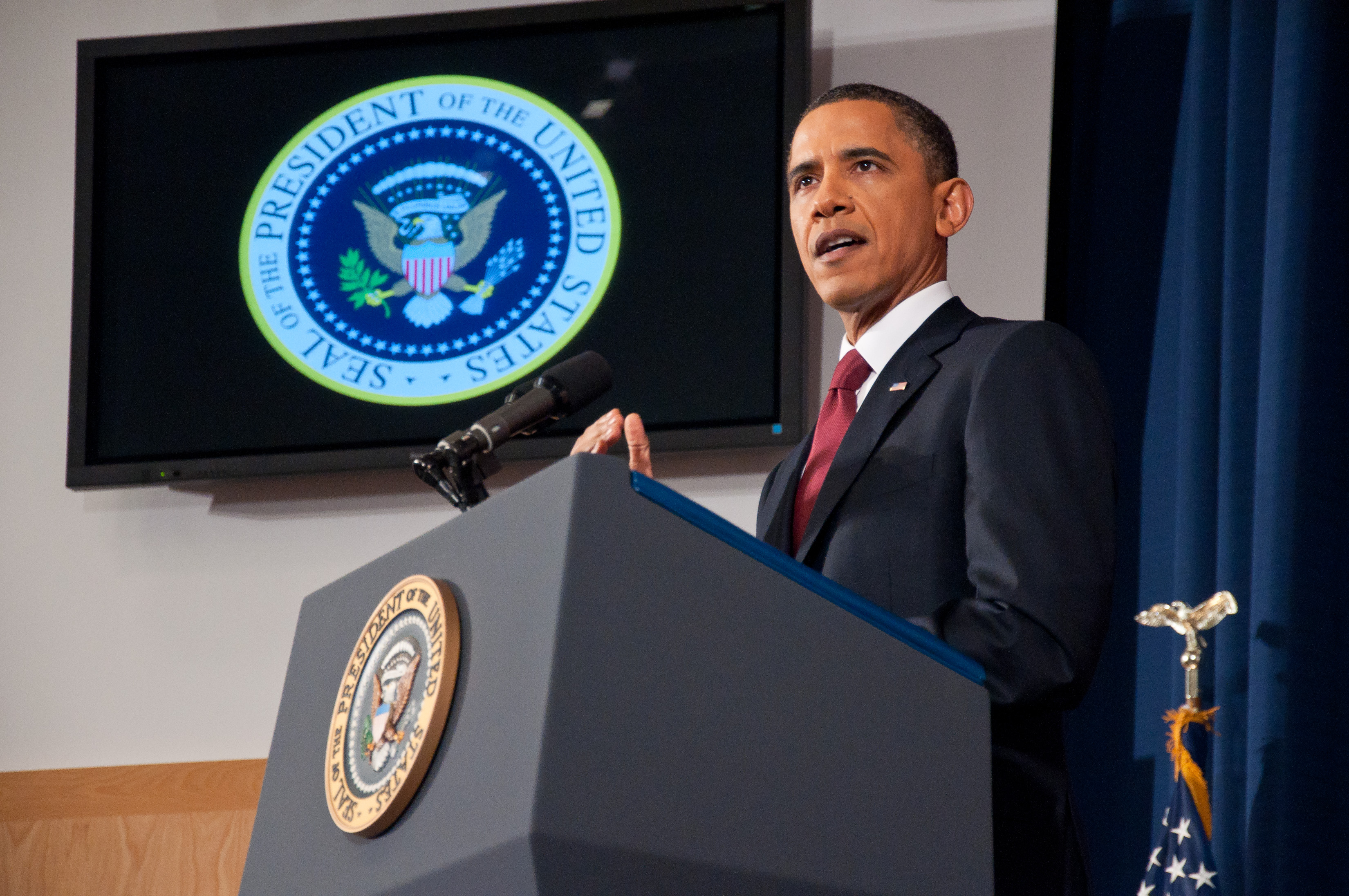

مسؤولية الحماية (R2P) التزام سياسي عالمي أيدته جميع الدول الأعضاء في الأمم المتحدة في مؤتمر القمة العالمي لعام 2005 من أجل معالجة شواغلها الرئيسية الأربعة لمنع الإبادة الجماعية وجرائم الحرب والتطهير العرقي والجرائم ضد الإنسانية.
ويستند مبدأ مسؤولية الحماية إلى الفرضية الأساسية القائلة بأن السيادة تستلزم مسؤولية حماية جميع السكان من الجرائم الوحشية الجماعية وانتهاكات حقوق الإنسان. ويستند المبدأ إلى احترام قواعد ومبادئ القانون الدولي، ولا سيما المبادئ الأساسية للقانون المتعلقة بالسيادة والسلام والأمن وحقوق الإنسان والصراعات المسلحة.
توفر مسؤولية الحماية إطارا لاستخدام التدابير القائمة بالفعل (مثل الوساطة، وآليات الإنذار المبكر، والعقوبات الاقتصادية، وسلطات الفصل السابع من ميثاق الأمم المتحدة) لمنع الجرائم الفظيعة وحماية المدنيين من وقوعها. إن سلطة استخدام القوة في إطار مسؤولية الحماية تقع على عاتق مجلس الأمن التابع للأمم المتحدة وحده، وتعتبر بمثابة الملاذ الأخير. وقد نشر الأمين العام للأمم المتحدة منذ عام 2009 تقارير سنوية عن مسؤولية الحماية والتي توسع نطاق التدابير المتاحة للحكومات والمنظمات الحكومية الدولية والمجتمع المدني، فضلا عن القطاع الخاص، لمنع الجرائم الوحشية.
كانت مسؤولية الحماية موضع نقاش كبير، لا سيما فيما يتعلق بتنفيذ مختلف الجهات الفاعلة للمبدأ في سياق حالات خاصة ببلدان معينة، مثل ليبيا وسوريا والسودان وكينيا، على سبيل المثال.

## خلفية تاريخية عن مسؤولية الحماية

### البداية في تسعينيات القرن العشرين
إن مبدأ مسؤولية الحماية نابع من عدم استجابة المجتمع الدولي لمآسٍ مثل الإبادة الجماعية في رواندا عام 1994 ومذبحة سربرينيتشا في عام 1995. أدرك كوفي عنان، الذي كان الأمين العام المساعد في إدارة الأمم المتحدة لعمليات حفظ السلام خلال الإبادة الجماعية في رواندا، فشل المجتمع الدولي في الاستجابة. وفي أعقاب تدخل كوسوفو في عام 1999، أصر عنان على إعادة تعريف المفاهيم التقليدية للسيادة: وقال إن «الدول تفهم الآن على نطاق واسع بأنها أدوات لخدمة شعوبها»، بينما أشار الرئيس الأمريكي بيل كلينتون إلى مخاوف حقوق الإنسان في 46% من مئات الملاحظات التي أبداها لتبرير التدخل في كوسوفو. وفي عام 2000، وبصفته أمينًا عامًّا للأمم المتحدة، كتب عنان التقرير المعنون «نحن الشعوب» عن دور الأمم المتحدة في القرن الحادي والعشرين، وطرح في هذا التقرير السؤال التالي: «إذا كان التدخل الإنساني اعتداء غير مقبول على السيادة، فكيف ينبغي لنا أن نرد على رواندا وعلى سريبرينيتشا - على الانتهاكات الجسيمة والمنتظمة لحقوق الإنسان التي تسيء إلى كل مبدأ من مبادئ إنسانيتنا المشتركة؟».

### عام 2000: الاتحاد الأفريقي يقترح حق التدخل
يزعم العديد من منتقدي الركيزة الثالثة لبرنامج مسؤولية الحماية أن مبدأها مفهوم غربي، ولكن الاتحاد الأفريقي هو الذي حمل لواء الريادة في مفهوم مفاده أن المجتمع الدولي مسؤول عن التدخل في حالات الأزمات إذا فشلت دولة ما في حماية سكانها من الجرائم الوحشية الجماعية. في عام 2000، أدمج الاتحاد الأفريقي الحق في التدخل في دولة عضو، على النحو المنصوص عليه في المادة 4 من القانون التأسيسي للاتحاد الأفريقي الذي ينص على «حق الاتحاد في التدخل في دولة عضو بموجب قرار صادر عن الجمعية العامة فيما يتعلق بالظروف الخطيرة، وهي جرائم الحرب والإبادة الجماعية والجرائم ضد الإنسانية». واعتمد الاتحاد الأفريقي أيضا توافق آراء إزولويني في عام 2005، الذي رحب بمبدأ مسؤولية الحماية أداة لمنع الفظائع الجماعية.

### عام 2000: اللجنة الدولية للتدخل وسيادة الدولة
في سبتمبر 2000، وفي أعقاب مناشدة وجهها وزير خارجية كندا لويد أكسوورثي، أنشأت الحكومة الكندية اللجنة الدولية المعنية بالتدخل وسيادة الدولة للإجابة على سؤال عنان «إذا كان التدخل الإنساني اعتداء غير مقبول على السيادة، فكيف ينبغي لنا أن نرد على رواندا وعلى سريبرينيتشا - على الانتهاكات الجسيمة والمنتظمة لحقوق الإنسان التي تسيء إلى كل مبدأ من مبادئ إنسانيتنا المشتركة؟».وفي فبراير 2001، اقترح غاريث إيفانز ومحمد سحنون وميكاييل إغناتيف، في اجتماع المائدة المستديرة الثالث الذي عقدته اللجنة الدولية المعنية بالتدخل وسيادة الدولة في لندن، عبارة «مسؤولية الحماية» كوسيلة لتجنب كلمات «الحق في التدخل» أو «الالتزام بالتدخل»، وأدء الواجب للتصرف لحل الأزمات الإنسانية.
في عام 2001، أصدرت اللجنة تقريرا بعنوان «مسؤولية الحماية». وفي إعادة صياغة جذرية لمعاني سيادة الدولة، قال التقرير أن السيادة لا تنطوي على حقوق فحسب، وإنما أيضا مسؤوليات، وخاصة مسؤولية الدولة عن حماية شعبها من الانتهاكات الكبرى لحقوق الإنسان. واستندت هذه الفكرة إلى عمل سابق قام به فرانسيس دينغ وروبرتا كوهين بشأن المشردين داخليا، ويمكن أن يعزى الإلهام أيضا إلى يان إلياسون، الذي قال ردًّا على استبيان بشأن المشردين داخليا وزعه فرانسيس دنغ، إن مساعدة السكان المعرضين للخطر داخل بلدهم هو «في الأساس مسألة تحقيق توازن بين السيادة والتضامن مع المحتاجين». وأكد تقرير اللجنة أنه حيثما تكون الدولة «غير قادرة أو غير راغبة» في حماية شعبها، فإن المسؤولية ينبغي أن تتحول إلى المجتمع الدولي و«مبدأ عدم التدخل ينتقص من المسؤولية الدولية عن الحماية». وترى اللجنة أن أي شكل من أشكال التدخل العسكري هو «تدبير استثنائي وغير عادي»، ولذلك يجب تبريره وفقًا لمعايير معينة تشمل:
- فقط السبب: ويجب أن يكون هناك «ضرر خطير لا يمكن إصلاحه يحدث للبشر، أو قد يحدث على الأرجح».
- النية الصحيحة: ولا بد أن تكون النية الرئيسية للعمل العسكري هي منع المعاناة الإنسانية.
- الملاذ الأخير: وكل تدبير آخر غير التدخل العسكري يجب أن يؤخذ في الاعتبار بالفعل. (هذا لا يعني أن كل تدبير كان لابد أن يطبق وأن يثبت فشله، ولكن هناك أسباب معقولة تدعو إلى الاعتقاد بأن العمل العسكري فقط هو الذي قد ينجح في هذا الوضع).
- وسائل متناسبة: يجب ألا تتجاوز الوسائل العسكرية ما هو ضروري «لضمان الهدف المحدد لحماية الإنسان».
- التوقعات المعقولة: لابد أن تكون احتمالات النجاح مرتفعة إلى حد معقول.
- السلطة الصحيحة: ولا بد أن يكون مجلس الأمن قد أذن بالعمل العسكري.

## الأمم المتحدة
في مؤتمر القمة العالمي لعام 2005، أدرجت الدول الأعضاء في الأمم المتحدة مبدأ مسؤولية الحماية في الوثيقة الختامية التي توافق على الفقرتين 138 و 139 كما هو مكتوب في تعريفها. وأعطت هذه الفقرات الصيغة النهائية لنطاق مسؤولية الحماية وينطبق هذا على الجرائم الجماعية الأربعة فقط. ويحدد أيضا من ينطبق عليه بروتوكول مسؤولية الحماية: الدول أولًا، والمجتمعات الإقليمية والدولية ثانيًا. ومنذ ذلك الحين، تعمل الأمم المتحدة بنشاط على تطوير نظام مسؤولية الحماية. وبرزت العديد من القرارات والتقارير والمناقشات من خلال منتدى الأمم المتحدة.
قد أكد مجلس الأمن من جديد التزامه بمبدأ مسؤولية الحماية في أكثر من 80 قرارًا. صدر أول قرار من هذا القبيل في أبريل 2006، عندما أعاد مجلس الأمن تأكيد أحكام الفقرتين 138 و 139 في القرار 1674، مما يضفي الصبغة الرسمية على دعمهم لمشروع القرار بشأن مسؤولية الحماية. وفي عام 2009، أقر المجلس مرة أخرى بمسؤولية الدول الرئيسية عن حماية الفقرتين 138 و 139 من القرار 1894 وأعاد تأكيدهما
وبالإضافة إلى ذلك، أشار مجلس الأمن إلى مبدأ مسؤولية الحماية في عدة قرارات خاصة بكل بلد:
- دارفور: القرار 1706 في 2006
- ليبيا: القرار 1970، والقرار 1973 في عام 2011، والقرار 2016 في عام 2011، والقرار 2040 في عام 2012
- كوت ديفوار: القرار 1975 في 2011
- اليمن: القرار 2014 في 2011
- مالي: القرار 2085 في عام 2012 والقرار 2100 في عام 2013
- السودان وجنوب السودان: القرار 1996 في عام 2011 والقرار 2121 في عام 2013